# ノベル (企業)
ノベル (Novell, Inc. [noʊˈvɛl]) は、かつて存在したソフトウェアとサービスの会社である。本社はユタ州プロボに存在した。ノベルの助けによりユタバレーは技術とソフトウェア開発の中心となった。ノベルの技術はLocal Area Network (LAN) の出現に貢献し、LANは支配的なメインフレームコンピューティングモデルを置き換えて世界中のコンピューティングを変えていった。
The Attachmate Groupに買収されてその完全子会社となるまで、ノベルは元々独立した法人であった。The Attachmate Groupは後の2014年にマイクロフォーカスに買収され、ノベルは現在マイクロフォーカスの一部門となっている。
日本法人のノベル株式会社は1990年に日本ソフトバンクとの合弁で設立され、初代社長に渡辺和也が就任した。

## 歴史
1979年、ノベルの前身企業であるNovell Data Systems Inc. (NDSI) が、ユタ州オレムでCP/Mベースのシステムを製造するハードウェアマニファクチャとして開始された。Novell Data Systemsを開始したオリジナルチームのメンバーであるDennis Faircloughは、以前はEyring Research Institute (ERI) の従業員であった。NDSIはGeorge Canova、Darin Field、およびJack Davisにより共同で設立された。Victor V. Vurpillatは、Safeguard Scientifics, Inc.の取締役会会長であったPete Musserにこの取引を持ち掛け、Peteはシードファンディングを提供した
Novell Data Systemsにより製造されたマイクロコンピュータは競合他社のものと比べてパフォーマンスが劣っていたため、Novell Data Systemsは最初はうまくいかなかった。
システムの販売で競争するため、Novell Data Systemsは1台以上のマイクロコンピュータを一緒に動作させるためにリンクするプログラムを計画した。SuperSet Softwareグループとして知られる、以前はERIの従業員であったDrew Major、Dale Neibaur、およびKyle Powellは、この仕事のために雇われた。
Fairclough、Major、NeibaurおよびPowellはERIにおいて、政府からの請負でIntelligent Systems Technology Projectのために働いていた。それにより、ARPANETとその関連技術への深い洞察力と、後のノベルの基盤として欠かせないものとなるアイデアを手に入れた。
Safeguard boardはその後、MusserにNovell Data Systemsの閉鎖を命じたが、MusserはBarry RubensteinとFred Dolinの2人に連絡した。彼らは2人ともSafeguardの投資家兼投資銀行家であり、Novell Data Systemsのネットワークプログラムを他社製コンピュータで動作させるというやり方により、Novell Data Systemsがソフトウェア会社としてビジネスを継続できるよう必要な資金の調達を保証した。
Davisは1981年11月にNovell Data Systemsを去り、1982年3月にCanovaもそれに続いた。
RubinsteinとDolinはJack Messmanと協力し、レイ・ノーダと面談してRaymondを雇った。必要な資金はSafeguard株主に提供される権利を通じて獲得された。その資金はCleveland仲介業者、Prescott、Ball、そしてTurbenにより監視され、RubensteinとDolinが保証人となった。
Major、Neibaur、およびPowellは、彼ら自身によるSuperSet Software Groupを通じてノベルをサポートし続けた。
1983年にNovell Data Systemsは名前をNovell, Inc.と短縮し、レイ・ノーダが会社の長となった。同年の後半、ノベルはNetWareを披露した。これはマルチプラットフォームのネットワークオペレーティングシステム (NOS) で、ノベルの最も重要な製品である。

### NetWare
最初のノベル製品は、モトローラの68000CPUをベースとしたプロプライエタリハードウェアサーバであった。このサーバはツイストペアケーブルを使うスター型トポロジーを利用して、1台あたり最大4つのボードをサポートしており、ネットワークインタフェースカード (NIC) はIBM PCのIndustry Standard Architecture (ISA) バス用に開発されたものであった。このサーバはShareNetと呼ばれたネットワークオペレーティングシステムを主に使用していたが、その後ShareNetはインテルプラットフォームで実行できるように移植され、NetWareに改名された。NetWareの最初の商用リリースはバージョン1.5である。
ノベルはXerox Network Systems (XNS) をNetWare通信プロトコルの基盤として、IDPとSPPからNetWareの独自規格を作成した。その規格はInternetwork Packet Exchange (IPX) およびSequenced Packet Exchange (SPX) と名付けられた。ファイルと印刷サービスは、Routing Information Protocol (RIP) やService Advertising Protocol (SAP) により動作するのと同様にして、IPX上のNetWare Core Protocol (NCP) によっても動作した。
NetWareはブートローダにNovell DOS（以前はDR-DOSであった）を使用する。Novell DOSはMS-DOSやIBM PC DOSと似ているが、DOSのために必要な追加ライセンスは要求されない。Novell DOSは1991年におけるノベルのデジタルリサーチ買収に由来する。さらにノベルはデジタルリサーチ買収前に、Kanwal Rekhiの会社であるExcelanを既に買収していた。Excelanは小型イーサネットカードを製造してインターネットプロトコルTCP/IPを商用化した。Excelanの買収は、ニッチな分野でのノベルの存在を強固にした。
1980年代の最初から最後まで、ノベルは非常に好調であった。ノベルは高価なイーサネットカードを原価販売することで、積極的にマーケットシェアを拡張した。1990年まで、ノベルはネットワークが必要なあらゆるビジネス用NOSにおいて、ほぼ独占的な地位にいた。
ビジネス用NOSマーケットのリーダーシップにより、ノベルはそのNetWareオペレーティングプラットフォームの頂点でサービスを獲得し構築し始めた。これらのサービスは、SAA、Novellマルチプロトコルルーター、GroupWise、そしてBorderManagerなどの製品により、NetWareの能力を拡張した。

### NetWareを超えて
しかしながらノベルも多様化したため、大企業をターゲットにするために小規模ユーザーから離れたが、その後ノベルはNetWare for Small Businessで小規模ユーザーに再び焦点を当てようとした。ノベルは研究への投資を減らしたため製品管理ツールの改善が遅れたが、ノベルの製品は通常全く「改造」を必要とせず、それでも動作したという事実により助けられた。
ノベルはノーダの下で、マイクロソフトに挑戦するためと多くの人に解釈されている、一連の買収を行った。1993年6月、ノベルはAT&TコーポレーションからUNIX Systems Laboratoriesを買収し、UNIXオペレーティングシステムの権利を獲得した。さらにノベルは1994年にWordPerfect Corporationを買収し、ボーランドからQuattro Proを手に入れた。
当時のノベルの主要な革新の1つはNovell Directory Services (NDS) であり、これは現在ではeDirectoryとして知られている。1993年にNetWare v4.0が導入されると、NDSは古いBinderyサーバとNetWare 3.x以前にあったユーザー管理技術に取って代わられた。
ノベルは新しい競争に直面したため、1994年にノーダはRobert Frankenbergと交代された。ノーダ時代の買収は短命であった。1995年、ノベルはUNIXビジネスの一部をSanta Cruz Operationに譲渡し、WordPerfectとQuattro Proは1996年にコーレルに売却された。1996年にはNovell DOSもカルデラに売却された。

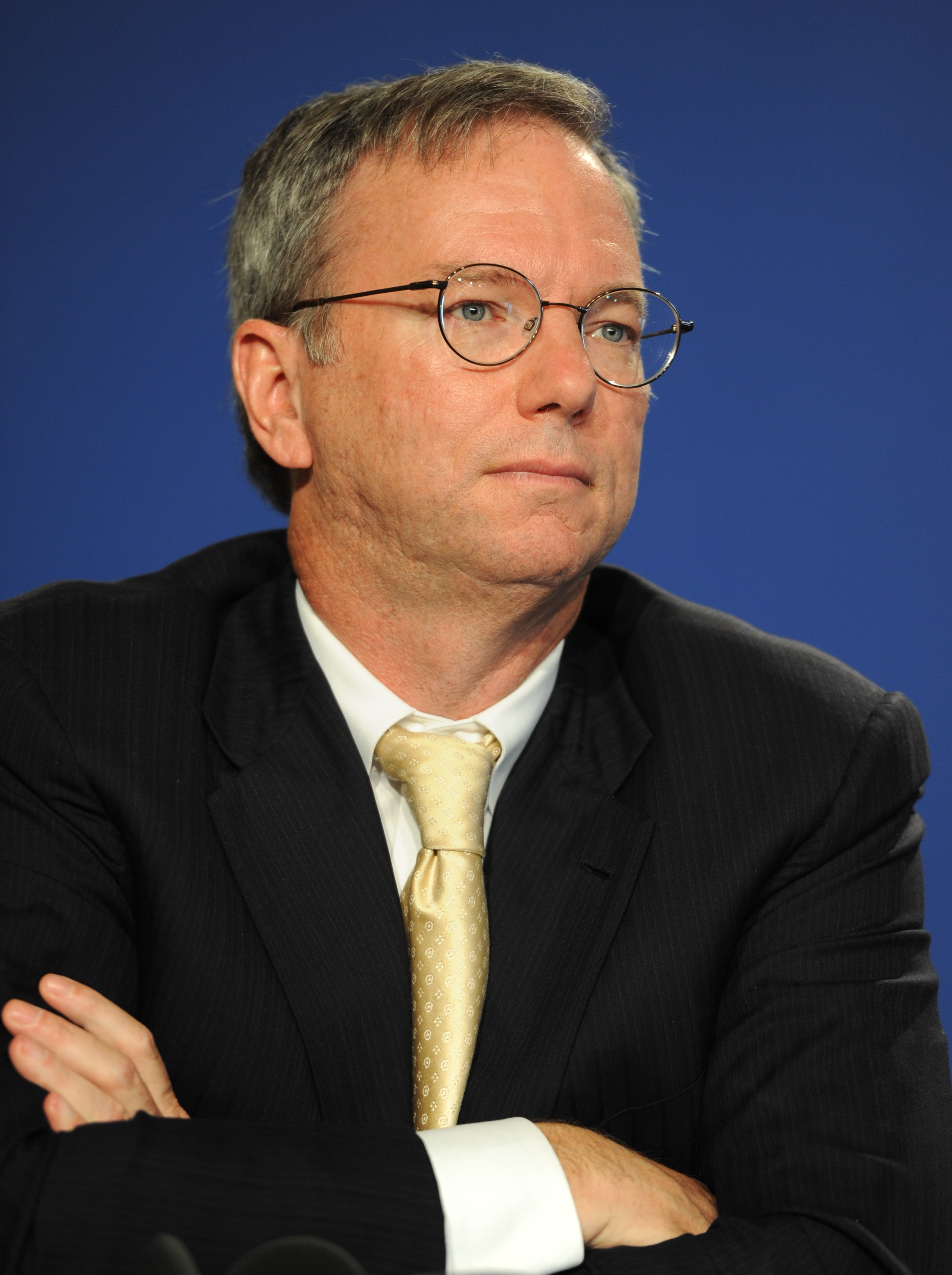
エリック・シュミット

1996年、ノベルはネイティブTCP/IPスタックを利用するプロプライエタリなIPXプロトコルへの依存をやめてインターネット対応製品に移行し始めた。前年に辞任したFrankenbergの後継者であるエリック・シュミットがCEOになった1997年に、この移行が推進された。さらにシュミット配下のChristopher Stoneが、シニア・バイス・プレジデントとして戦略と企業開発担当に就任した。
その成果が1998年10月にリリースされたNetWare v5.0である。NetWare v5.0はeDirectory上で利用および構築され、Novell Cluster Services (NCS、SFT-IIIの代替) やNovell Storage Services (NSS) などの新しい機能が導入された。NSSは、NetWareの初期バージョンで使用されたTraditional/FATファイルシステムの代替である。NetWare v5.0はNOSにネイティブTCP/IPサポートを導入したがIPXは依然としてサポートされていた。これは環境間のスムーズな移行ができるようにし、さらに環境の競合によりしばしば要求される「フォークリフトアップグレード」を避けるためである。同様に、Traditional/FATファイルシステムも依然としてサポートされるオプションのままであった。

### 低下
1995年以降、コアシステムコンポーネントとしてネットワークが主流であるPCオペレーティングシステムの全てに含まれるようになったため、ノベルのマーケットシェアは急落するようになった。Windows 3.0以前のOSとは異なり、Windows 3.1 for Workgroup、OS/2、およびLinuxには全てネットワーク機能が標準で含まれていたため、この領域におけるサードパーティー製品に対する需要が大幅に減少した。
エリック・シュミットの支配下でノベルの衰えとマーケットシェアの喪失が加速し、ノベルはNetWareの売上と購入の全てに渡る減少と、シェアの値段が1シェアあたりUS$40.00からUS$7.00へ落ち込んだことを経験した。アナリスト達は、ノベルの崩壊の主な理由はシュミットの下におけるノベルのチャネル戦略とチャネルパートナーの誤った管理と関係があるとコメントした。
レイ・ノーダの支配下においては、ノベルはリセラーと顧客に、新規購入版NetWareのコピーと同じパッケージであるアップグレードを3分の1の価格で提供した。これにより、NetWareのリセラーが定期的にアップグレードをフルプライズの新規購入版NetWareのバージョンとして販売することが可能になるという、「グレーマーケット」を作り出すことになったが、ノベルは意図的に追及しなかった。レイ・ノーダは、前線のリセラーがTech DataやIngramなどの代理店を「突き抜けて」、割引価格でNetWareのバージョンを購入できるようにしたこの戦略を自分が考案したが、ノベルは「他の観点から見ていた」と、数人のアナリスト達にコメントした。これによりNovell Field Support Technician達の給料が補助された。Novell Field Support Technicianの大半は、Novell CNE (Certified NetWare Engineers) として前線のリセラーのために働く従業員であった。
リセラーが「他人の製品よりもあなたの製品からより多くのお金を稼ぐ」ことを可能とするこの戦略は、輸入家電製品と競合する場合にゼネラル・エレクトリックでエグゼクティブとして学んだうちの1つである、とノーダはコメントした。
エリック・シュミットはノベルのチャネルの原動力を理解せず、完全な製品をアップグレードとすることをやめるという悲惨な戦略に乗り出し、いつも通りに新規購入版NetWareとして購入したアップグレードを販売している非常に多くのノベルのレセラーに対して訴訟を起こすという一般的な忠告をした。
この動きにより、ノベルの収益は数四半期の間増加したが、後に訴訟への恐れからNetWareから手を引いたノベルのリセラーの大半は崩壊した。
1999年まで、ノベルはその支配的なマーケットポジションを失った。マイクロソフトは技術的スタッフを迂回して法人の管理職へ直接販売することで、法人のデータセンターへのアクセスを得られたため、ノベルはNetWareから手を引いたリセラーのように、マイクロソフトによって引き続き市場の外へと押しやられた。
その後、ほとんどのリセラーはNovell CNE従業員を再認証した。Novell CNE従業員はMicrosoft MSCEテクニシャンのように、その分野におけるノベルの直接顧客の第一級連絡先となるサポート技術者であり、さらにループポリシーや、キャラクターベースであるノベルのインタフェースよりも近
代的とされたマイクロソフトのGUIなどのWindows 2000機能の下位としてNetWareを置くことを奨励していた。収益の低下により、ノベルはネットサービスとプラットフォーム相互運用に注力した。eDirectoryやGroupWiseなどの製品はマルチプラットフォームで作成された。
2000年10月、ノベルは "DirXML" という愛称の新しい製品をリリースした。DirXMLは異なるディレクトリとデータベースシステムどの間でデータ（通常はユーザー情報）を同期するよう設計された。DirXMLは情報をストアしてeDirectoryの速度と機能をレバレッジし、後にノベル内のコア製品セット基盤を形成する、Novell Identity Managerとなった。
ノベルはサービス販売を拡充するため、John J. Donovanがマサチューセッツ州ケンブリッジ (マサチューセッツ州)で創設したコンサルティング企業であるケンブリッジ・テクノロジー・パートナーズ (CTP) を2001年6月に買収した。ノベルはソリューション（ソフトウェアとサービスのコンビ）を提供する能力が顧客満足を満たす鍵となると感じていた。この統合は明らかに同社のソフトウェア開発文化に反しており、会社の財務担当者もそれに反対した。
CTPのCEOであるJack Messmanは、自身のノベルの役員としてのポジションを利用して当初から統合を工作し、取引の一部としてノベルのCEOとなった。1999年に辞任していたChris Stoneが、オープンソースと企業Linuxにおけるノベルの戦略進路を定めるために副会長として再雇用された。CTPの買収により、ノベルは本社をマサチューセッツに移転した。
ノベルはWebサービス指向アプリケーションのリーダーではあるが市場では出遅れていた、SilverStream Softwareを2002年6月に買収した。SilverStream SoftwareはNovell exteNdに改名され、そのプラットフォームにはJava EEベースのXMLとWebサービスツールなどがあった。

### Linux
ノベルはオープンソースLinuxアプリケーション（Evolution、Red Carpet、およびMono）の開発企業であるXimianを2003年8月に買収した。この買収は、Linuxカーネル上に集めた製品セットへと移行するというノベルの合図であった。
ノベルはLinuxディストリビューションへと力を大がかりに移行することを率いていたLinux OS開発企業である、SuSEを2003年11月に買収した。IBMもSuSE買収の支援を示すために5,000万ドルを投資した。
ノベルは "Novell Enterprise Linux Services" (NNLS) を2003年中期にリリースした。 NNLSはSUSE Linux Enterprise Server (SLES) version 8に、以前からNetWareに関連していたサービスのいくつかを移植したものである。
ノベルはXimian DesktopとSUSE Linux Professional 9.1をベースとした、Linuxベースの企業デスクトップであるNovell Linux Desktop v9を2004年11月にリリースした。これは企業デスクトップ市場を得るためのノベルの最初の試みであった。
NetWareの後継製品であるOpen Enterprise Server (OES) は2005年3月にリリースされた。OESは前身のNetWare v6.5によりホストされた全てのサービスを提供し、NetWare v6.5カーネルかSUSE Linux Enterprise Server v9カーネルのどちらかを使って、選んだ方のサービスを届けるという選択肢を追加した。このリリースは、NetWareの顧客を説得してLinuxへ移行させることを狙いとしていた。
ノベルはSUSE ProfessionalをベースとしたopenSUSEプロジェクトを2005年8月に作成した。openSUSEは自由にダウンロードでき、箱入りの小売商品としても利用可能である。

### 停滞
ノベルは2003年から2005年の間、ポートフォリオにまたがり多くの製品をリリースした。これは市場シェアの低下を阻止するつもりで、この間にリリースしたもの以外のノベル製品依存から脱却するためである。しかしこれを開始してもノベルの望みほどには成功しなかった。Chris Stoneは、当時のCEOであるJack Messmanとの統率における明らかな問題の結果として、2004年後半に再びノベルを去った。コスト削減のため、ノベルは2005年後半にレイオフする予定をアナウンスした。Linux事業からの収益は成長を続けたが、NetWareの収益による減少を相殺するほどその成長は早くなかった。ノベルの収益は急激に落ち込むことはなかったが、成長もしなかった。明確な方向性や効果的な管理の欠如は、ノベルがリストラを完了するまでに予想以上に時間を費やすことを意味していた。
最高経営責任者Jack MessmanとチーフファイナンスオフィサーJoseph Tibbettsは2006年6月に解雇された。ノベルの社長兼最高執行責任者であるRonald Hovsepianが最高経営責任者に指名され、財務および企業統括担当副社長であるDana Russellが暫定CFOに指名された。

### "Your Linux is Ready"
ノベルはSUSE Linux Enterprise 10 (SLE 10) シリーズを2006年8月にリリースした。SUSE Linux Enterprise Serverは、Xenハイパーバイザをベースとした仮想化を提供する最初の企業クラスLinuxサーバであった。SUSE Linux Enterprise Desktop（SLEDとして良く知られる）は新しいユーザーフレンドリーなGUIとXglベースの3Dディスプレイ表示能力を特徴とした。SLE 10のリリースはノベルのLinux製品が企業向けに準備されていることを伝える、"Your Linux is Ready" というフレーズを伴って販売された。ノベルは "SUSE Linux Enterprise Real Time" (SLERT) と呼ばれる、Concurrent Computer Corporation由来の技術をベースとしたSLESのリアルタイムバージョンを2006年9月後半にアナウンスした。

### マイクロソフトとの訴訟
ノベルは1994年から1996年の間、ノベルのWordPerfectビジネスに関する独占禁止法違反に関与していたと主張してマイクロソフトを2004年に訴えた。後に合衆国地方裁判所はノベルの訴えを道理にかなってないとして、2012年6月に退けた。
これにもかかわらず、ノベルとマイクロソフトの2社は互いの顧客のため、それぞれの製品のカバレッジなどで、互いに協力することに合意したことを2006年11月2日にアナウンスした。また、ソフトウェアの互換性を向上させるためにより密接に協力し、共同研究施設を設置することを約束した。両社の経営幹部は、このような協調によりMicrosoft OfficeとOpenOffice.orgとの間の互換性と仮想化技術をさらに向上させることについての希望を表明した。
当時マイクロソフトのCEOであったスティーブ・バルマーはこの取引について、「これらの一連の同意により、オープンソースソフトウェアとプロプライエタリソースソフトウェアとの分裂に橋渡しをするとして本当に役立つだろう」と語った。
この契約にはマイクロソフトからノベルに対し、特許協力とSLESのサブスクリプションとして3億4800万ドルの前払いが含まれていた。加えて、SLES/Windowsサーバ製品とそれに関連する仮想化ソリューションとの組み合わせのマーケティングと販売のため、マイクロソフトは今後5年間で年間約4600万ドルを費やすことに同意した。その一方で、同じ期間にノベルは毎年少なくとも4000万ドルをマイクロソフトへ払った。
このパートナーシップの最初の成果の1つは、ノベルがOpenOffice.orgで使えるを採用したことであった。
マイクロソフトは、Microsoft Silverlightリッチメディアプラットフォームの作業者でありオープンソースであるMoonlightランタイムのユーザーが特許侵害で訴えられないように、2つの公開誓約をリリースした。各誓約に共通の条項の1つは、GPLv3の元でのMoonlightの実装はリリースしないことであった。

#### FOSSコミュニティの反応
ノベルが「裏切って」、GNU GPLがLinuxカーネルを含む排他的な契約の下でコードの配布を許可することを疑問に思うと懸念を表明したことで、特許保護に従事するFOSSコミュニティのメンバーからの最初の反応は非常に批判的なものであった。
Software Freedom Law Center (SFLC) のCTOであるブラッドリー・M・クーンは2006年11月9日のFOSS開発への手紙の中に、この契約は「役に立たないよりもさらに悪い」と記していた。SFLCのチェアマンであるエベン・モグレンは、ノベルがFOSSから引き離された開発において、信頼できる審査によりGPL（バージョン2）による契約を遵守しているかどうかを決められるようにするため、SFLCとの協力を申し出ていると報告した。フリーソフトウェア財団の創設者であるリチャード・ストールマンは、GPLのバージョン3でもたらされた変更によりそのような取引をできなくすると2006年11月に語った。GPLのバージョン3の最後の改定版が決まった時、マイクロソフトとノベルの間の取引は既得権益となっていた。GPLv3における条項では、たとえ過去にこのような特許提携を結んでいても、2007年3月28日以前にパートナーシップを行っている限り企業はGPLv3ソフトウェアを配布できる  (GPLv3 Section 11 paragraph 7)。
Sambaチームはアナウンスへの強い不満を2006年11月12日に表明し、ノベルに再考を要望した。Sambaチームにはノベルの従業員であったジェレミー・アリソンもいた。彼はこの声明にチームの全メンバーが合意したことをスラッシュドットのコメントで確認し、後に抗議のためノベルを退職した。
ロイターは2007年2月初期、フリーソフトウェア財団がLinuxバージョンを販売するノベルの権利を批評し、Linux販売からのノベルの追放を検討していることをアナウンスしたと報じた However, spokesman Eben Moglen later said that he was quoted out of context,。しかしながら、スポークスマンであるEben Moglenは後に、これは前後関係を省いて引用され、将来における類似の取引を締め出すためにGPLバージョン3を設計したと述べただけであると語った。

### Intelligent workload management
ノベルは混成されたデータセンター内における様々な仕事量を管理するよう設計された製品により、Intelligent workload management市場をリードするつもりであることを2009年12月にアナウンスした。

### Attachmateによる買収
ノベルは永らく他の様々な企業による買収のターゲットになっていると噂されていた。ノベルの約8.5％の株式保有機関投資家であるElliott Associates L.P.は、現金で1株当たり5.75ドル、10億ドルでノベルを買収する提案を2010年3月に行った。ノベルは提案が不十分であり、ノベルのフランチャイズおよび成長見通しを過小評価していると述べ提案を拒否した。
ノベルは2010年11月、Attachmateによる買収に同意し、ノベルを2つの部署で運用し、かつその1つをSUSEとすることを計画しているとアナウンスした。取引の一環として、ノベルが所有する882の特許を、Apple、EMC、およびオラクルを含みマイクロソフトが率いる企業コンソーシアムであるCPTN Holdings LLCに売却した。ノベルのSECファイリングによると、この特許は「アイデンティティとセキュリティ管理ビジネスに関連するだけではなく、主にエンタープライズレベルのコンピュータシステム管理ソフトウェア、エンタープライズレベルのファイル管理およびコラボレーションソフトウェアに関連する特許である。ただしこのように発行された特許と特許出願の一部は、様々なソフトウェア製品で読むことができる」というものである。Attachmateはこの取引終了に先立って、SUSEビジネスとopenSUSEプロジェクトとの関係を変えるつもりはないと述べた。この統合は2011年8月に完了し、Attachmateはノベルを買収するために現金で1株につき$6.10を支払った。ノベルは完全にThe Attachmate Groupの所有となり、Attachmate Corporationを親会社とする子会社となった。
買収の完了と同時に、ノベルの製品やブランドの一部はAttachmateグループビジネスユニットの別会社であるNetIQに移行され、SUSE Linuxブランドは独自の事業単位として分割された。その4つのビジネスユニットは直接買収による影響は受けなかった。

#### CPTN Holdings契約
合併が確定する直前、ノベルは4億5000万ドルでCPTN Holdingsへの特許販売を終えた。アメリカ合衆国司法省は、CPTNとの取引は彼らが元々提案していたが、この取引によってサーバ、デスクトップ、およびモバイルの各オペレーティングシステム、ミドルウェア、そして仮想化製品の開発や配布において、Linuxなどのオープンソースソフトウェアの革新と参加を継続することを脅かされるとアナウンスした。その部門における独占禁止法違反の懸念が提出されたため、CPTNとそのオーナーは元々の契約を以下のように変更した :
- ノベルの特許は全てGPLv2オープンソースライセンスとOpen Invention Network (OIN) ライセンスの対象となる。
- CPTNはどの特許も制限する権利を持たない。もしそのような権利が存在した場合、OINライセンスの元で利用可能である。
- CPTNをそのオーナーのどちらも、ノベルやAttachmateのいずれかがOINライセンスの下で利用可能な特許の修正に影響を及ぼしたり奨励したりするための声明を出したり、そのためのアクションを起こすことはない。

### 2011年のレイオフ
Attachmateは、プロボのユタバレーセンター出身の多数の従業員を含む、ノベルの全従業員のレイオフを2011年4月にアナウンスし、Monoなどのオープンソースプロジェクトの将来に疑問を提起した。

### マイクロフォーカスによる買収
メインフレームソフトウェア企業であるマイクロフォーカスは、ノベルを含むAttachmate Groupを1億2000万ドルで買収したことを2014年9月にアナウンスした。

## 買収
- Santa Clara Systems, Inc.（1986年）
- Cache Data Product（1986年）
- Softcraft（1987年）
- CXI（1988年）
- Excelan（1989年）
- デジタルリサーチ（1991年）
- International Business Software Ltd.（1992年）
- Serius（英語版） (1993)
- Unix System Laboratories（1993年）
- WordPerfect Corporation（1994年）
- Quattro Pro（ボーランド）（1994年）
- Netoria（1999年）
- Novetrix（1999年）
- JustOn（1999年）
- PGSoft（2000年）
- Novetrix（2001年）
- ケンブリッジ・テクノロジー・パートナーズ（2001年）
- Callisto Software, Inc.（2001年）
- SilverStream Software（2002年）
- Ximian（2003年）
- SUSE（2003年）
- Salmon（2004年）
- Tally System（2005年）
- Immunix（2005年）
- e-Security, Inc（2006年）
- RedMojo（2007年）
- Senforce[52]（2007年）
- PlateSpin（英語版）（2008年）
- SiteScape（2008年）
- Command ControlおよびCompliance Auditor (Fortefi)（2008年）
- Managed Objects, Inc.（2008年）

## サーティフィケーション
ノベルは自社製品のサーティフィケーションを提供した、最初のコンピュータ企業の1つである。これらには以下があった :
- Certified Novell Administrator (CNA)
- Certified Novell Engineer (CNE)
- Certified Linux Professional 10 (CLP 10)
- Certified Linux Engineer 10 (CLE 10)

## 製品
ノベルが販売した製品を以下に示す :
- Novell iPrint Appliance - 印刷においてモビリティをサポートするネットワークプリントサーバ。ユーザーは世界中の任意の場所で、任意のデバイスから印刷できる。
- BorderManager（英語版） - NetWare上におけるインターネットアクセス制御、セキュアなVPN、およびファイアウォールを提供する。
- Business Continuity Clustering - 高可用な設定と管理を自動化するクラスタサーバ。
- Client for Linux - Linuxデスクトップユーザーに対して、NetWareやOpen Enterprise Serverのサービスやアプリケーションへのアクセスを可能にする。
- Novell Client|Client for Windows - Windowsユーザーに対して、NetWareやOpen Enterprise Serverのサービスやアプリケーションへのアクセスを可能にする。
- Cluster Services for Open Enterprise Server - Storage Area Network (SAN) 上のリソース管理を容易にし、高可用を可能にする。
- Data Synchronizer - アプリケーションとモバイルデバイスを常に同期し、有名なCRMシステムへのコネクタを提供する。
- Endpoint Lifecycle Management Suite - アプリケーション、デバイス、およびサーバをライフサイクルを通じて管理する。
- Endpoint Protection Suite - エンドポイント保護スイート。
- File Management Suite（英語版） - ビジネスポリシーに基づくファイルストレージの発見、分析、準備、再配置、および最適化をまとめて行うための、3つのノベル製品を統合する。
- File Reporter（英語版） - 構造化されていないファイルデータや、ストレージの成長予測をテラバイトで調査し報告する。
- GroupWise - セキュアな電子メール、カレンダー、連絡先の管理と、モバイル同期を伴うタスク管理を提供する。
- Ifolder - システムやウェブを横断する、オンラインおよびオフラインのセキュアなアクセスに対してファイルを供給する。
- NFS Gateway for NetWare 6.5 - NetWare 6.5サーバがUNIXやLinuxのNFS拡張ファイルシステムへアクセスできるようにする。
- Open Enterprise Server - 中央集権化されたサーバ管理やセキュアなファイルストレージなどのNetWareサービスを提供する。SUSE Linux Enterprise Serverで起動する。
- Open Workgroup Suite - 低コストなMicrosoft Professional Desktop Platformの代替ソフト。ワークグループサービスやコラボレーションツールが特徴。
- Open Workgroup Suite for Small Business - Linuxで起動する、デスクトップ-サーバ間におけるフル機能を搭載したソリューション。中小企業ユーザーのサポートをするために設計されている。
- Service Desk - ITサービスの合理化と提供を自動化する。LiveTime Software制作のOEM製品[53]。
- Storage Manager（英語版） - ユーザーやワークグループにファイルストレージ管理の自動化を提供する。
- Total Endpoint Management Suite - 企業全体のセキュリティと生産性のバランスを効率的に取る。
- Vibe（英語版） - 既存のインターネットシステムを置き換えることが可能なドキュメント管理とワークフロー機能により、セキュアなチームコラボレーションを提供する。
- ZENworks - システム管理をサポートするためのソフトウェアスイート。
  - ZENworks Application Virtualization（英語版） - アプリケーションを配信するアプリケーションストリーミングをユーザーの振る舞いに基づいて予測的に行うことで、仮想化されたアプリケーションのパッケージ化と配備を可能にする。
  - ZENworks Asset Management - ハードウェアとソフトウェアの報告、統合されたライセンス管理、インストール、および使用データを提供する。
  - ZENworks Configuration Management - 自動化されたエンドポイント管理、ソフトウェア配布、ユーザーサポート、およびより早いWindows 7マイグレーションを提供する。
  - ZENworks Endpoint Security Management[54][55] (ZES) - ラップトップ、スマートフォン、そしてサムドライブなどのクライアントエンドポイント（英語版）に対してアイデンティティに基づく保護を提供する。ドライバレベルのファイアウォールを提供する。
  - ZENworks Full Disk Encryption - ラップトップやデスクトップのデータを保護する。
  - ZENworks Handheld Management - 盗難にあったハンドヘルドの確保、ユーザーデータの保護、パスワードポリシーの強化、および紛失や盗難にあったデバイスのロックを可能にする。
  - ZENworks Linux Management - Linuxリソースの配備、管理、および維持のためのポリシードリブン自動化を使い、Linuxデスクトップやサーバの制御を容易にする。
  - ZENworks Mobile Management - 法人支給と個人所有の両方 (BYOD) において、モバイルデバイスをセキュアにして管理する。
  - ZENworks Patch Management - パッチ評価、監視、および修復を自動化する。セキュリティ脆弱性を検知するため、パッチが適用されているかどうかを監視する。
  - ZENworks Virtual Appliance - 自己完結型プラグアンドプレイ設定管理、資産管理、およびパッチ管理を提供する。